# Zohor
Zohor é um município da Eslováquia, situado no distrito de Malacky, na região de Bratislava. Tem 21,13 km² de área e sua população em 2019 foi estimada em 3380 habitantes.

## Demografia
| Ano:        | 1994 | 2004   | 2014   | 2024    |
| ----------- | ---- | ------ | ------ | ------- |
| Broj ljudi: | 2994 | 3232   | 3264   | 3774    |
| Razlika:    |      | +7,94% | +0,99% | +15,62% |

| Ano:               | 2023 | 2024   |
| ------------------ | ---- | ------ |
| Número de pessoas: | 3706 | 3774   |
| Diferença:         |      | +1,83% |